# Kunlun Fight
Kunlun Fight（クンルン・ファイト、中国語: 昆仑决）は、中国のキックボクシング団体。2014年に国際キックボクシング連盟の役員ジャン・フアが創設。主にキックボクシングルールであるが、総合格闘技、ムエタイ、ボクシング、ラウェイの試合も行われている。略称は、KLF。

## ルール
- キックボクシングでは、過度のクリンチ、クリンチ中の膝攻撃、投げ技、肘攻撃を禁ずる。
- 総合格闘技では、総合格闘技統一ルールに準ずる。
- ムエタイでは、ボディへの肘、膝蹴り、投げ、クリンチが認められる。肘攻撃はボディ、足、頭部への使用が認められる。
- いずれもイエローカードで減点1となり、ファイトマネーの25％が没収される。レッドカードで失格となる。